# مارجوري فلاك
مارجوري فلاك (بالإنجليزية: Marjorie Flack)‏ هي كاتبة للأطفال وكاتِبة أمريكية، ولدت في 22 أكتوبر 1897، وتوفيت في 29 أغسطس 1958.
من بين كتبها The Story About PING And The Boats On the Rivers التي حازت عنها ميدالية Calecdott honor سنة 1947.

## وصلات خارجية
- مارجوري فلاك على موقع ديسكوغز (الإنجليزية)